# Francisco Alberto Rubim
Francisco Alberto Rubim da Fonseca e Sá Pereira (Lisboa, 13 de abril de 1768 – Lisboa, 14 de novembro de 1842) foi um administrador colonial português.
Nasceu em Lisboa, na freguesia de Santa Isabel em 13 de Abril de 1768, filho de José Pedro Bocardo Rubim e Eusébia Teresa da Fonseca Sá Pereira. Faleceu em Lisboa na freguesia da Encarnação em 14 de Novembro de 1842.
Foi governador da Capitania do Espírito Santo (1812—1819) e da Capitania do Ceará (1820—1821).
Em seu governo no Espírito Santo foi criado o município de Cachoeiro do Itapemirim. 
Na Capitania do Ceará, Francisco Alberto Rubim foi Comendador da Ordem de Cristo, capitão de mar e guerra da Armada Real, presidente da junta da administração e arrecadação da Real Fazend.
O Governador Rubim foi parabenizado por D. João VI pelos esforços para o desenvolvimento do Espírito Santo, abrindo estradas, expandindo as lavouras, incentivando a mineração e ao melhoramento da navegação. Rubim levantou importantes construções no Espírito Santo como a Casa de Misericórdia e a reforma do Forte São João. Também incentivou a vinda de imigrantes e a abertura de estradas.
Foi casado com D. Francisca Antunes Maciel da Costa. Encontra-se sepultado no Cemitério dos Prazeres.